# Chaussée-Notre-Dame-Louvignies
Chaussée-Notre-Dame-Louvignies is een deelgemeente van de Waalse stad Zinnik in de Belgische provincie Henegouwen.

## Geschiedenis
De naam Louvignies stamt van wolf (Lupus in het Gallo-Romeins). De heerweg Chaussée Brunehaut passeert door Chaussée-Notre-Dame-Louvignies.
De gemeente ontstond in 1805 toen de gemeenten Chaussée-Notre-Dame en Louvignies, die een kilometer van elkaar liggen, werden samengevoegd.
Bij de gemeentelijke fusies van 1977 werd Chaussée-Notre-Dame-Louvignies een deelgemeente van Zinnik.

## Demografische ontwikkeling
- Bronnen:NIS, Opm:1831 tot en met 1970=volkstellingen

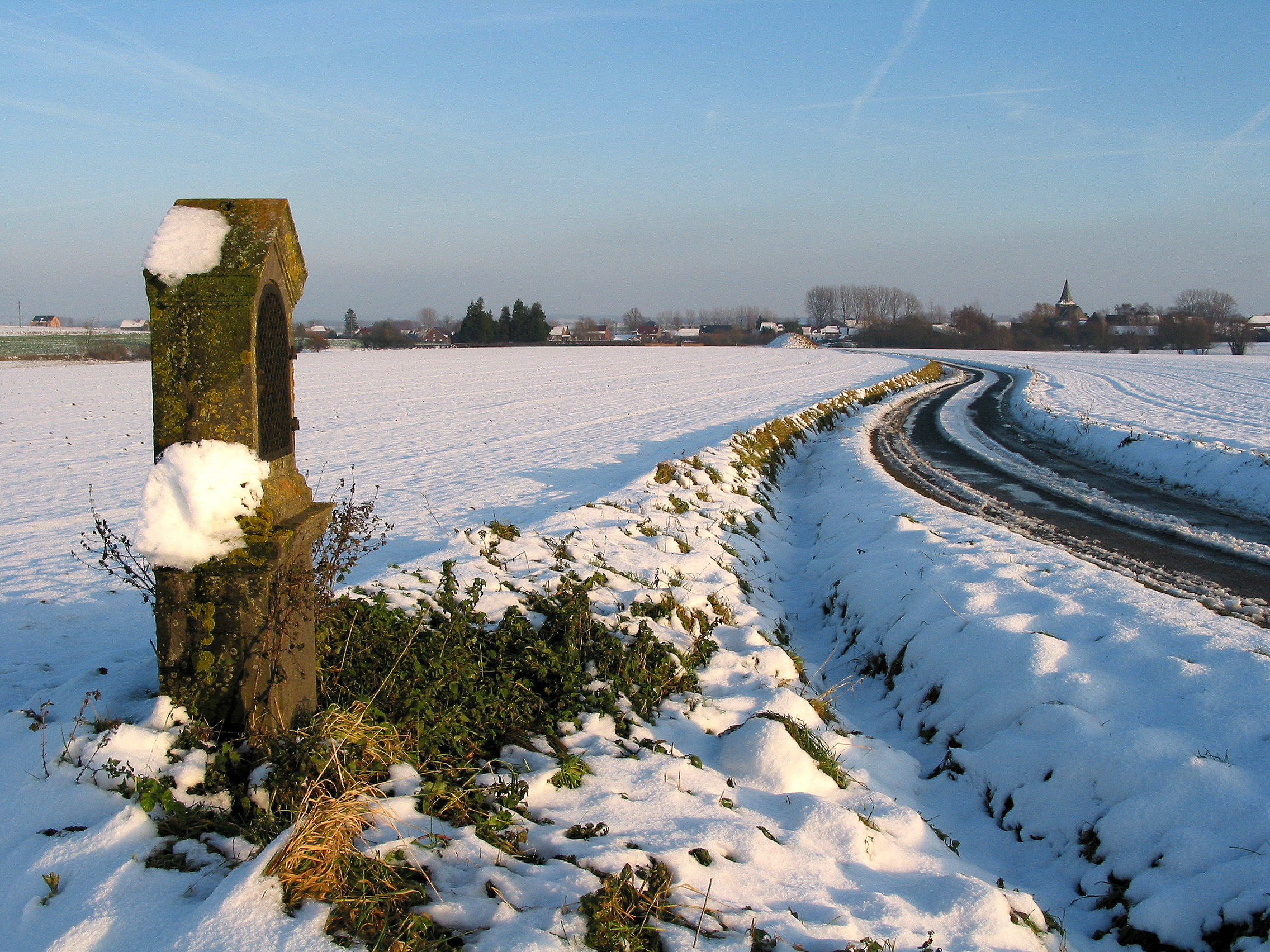
Rue du Fouly

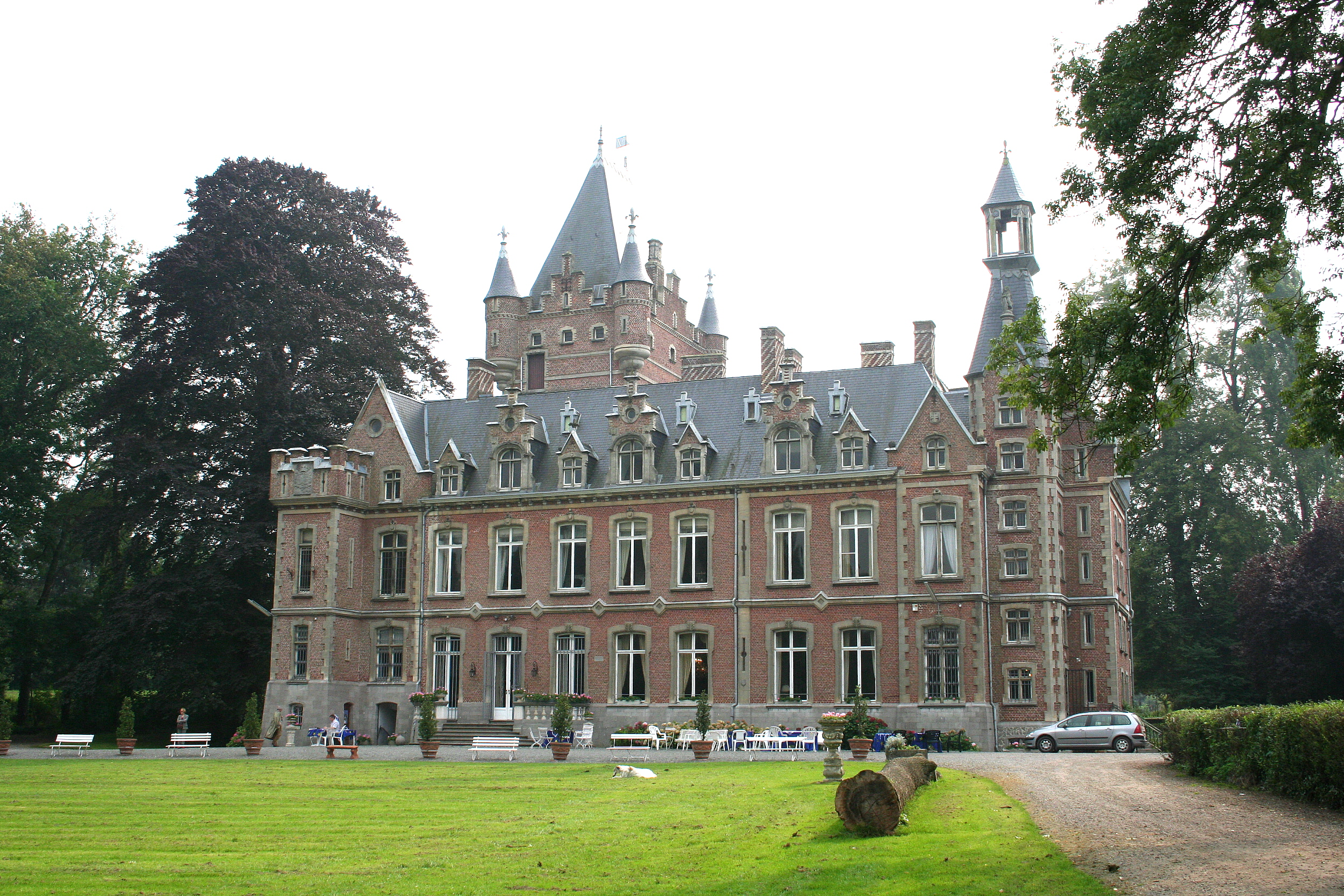
Het kasteel "Villegas" (1870)